# Франческо Моралья
Франче́ско Мора́лья (італ. Francesco Moraglia, нар. 25 травня 1953) — патріарх Венеційський (31 січня 2012). Народився в Генуя, Італія.

## Біографічні відомості
Навчався в Генуезькій духовній семінарії і 29 червня 1977 року був висвячений на священика кардиналом Джузеппе Сірі. Згодом продовжив навчання у Папському Урбаніанському університеті, де в 1981 році здобув ступінь доктора богослов'я. З 1977 по 1978 рік викладав догматичне богослов'я у Вищій духовній семінарії Генуезької архідієцезії.
З 1979 по 1988 рік він був помічником пароха в парафії в центрі Генуї, а також, до 1986 року, викладачем догматичного богослов'я на теологічному факультеті Північної Італії. З 1986 року він викладав догматику в Лігурійському інституті релігійних наук, а з 1994 до 2007 року очолював цей навчальний заклад. У 1996 році призначений директором управління культури архідієцезії Генуї. З 2001 року був членом пресвітерської ради.
З 2003 року Франческо Моралья є радником Конгрегації в справах духовенства. У 2004 році призначений каноніком катедрального собору.
6 грудня 2007 року Папа Римський Бенедикт XVI призначив Франческа Моралью правлячим єпископом дієцезії Ла Спеція-Сарцана-Бруньято. 3 лютого 2008 року в катедральному соборі в Генуї отримав єпископські свячення (головним святителем був кардинал Анджело Баньяско, архієпископ-митрополит Генуезький, а співсвятителями — архієпископ Мауро П'яченца, секретар Конгрегації в справах духовенства, та єпископ Бассано Стафф'єрі, єпископ-емерит Ла-Спеції). Урочисте введення на престол відбулося 1 березня 2008 року.
31 січня 2012 року Бенедикт XVI призначив єпископа Франческа Моралью патріархом Венеції. Урочисте введення на престол нового патріарха відбулося в неділю, 25 березня 2012 року.

## Твори
Франческо Моралья є автором або співавтором таких публікацій:
- L'uomo destinatario della missione, in AA. VV., Chiesa sempre missionaria, Facoltà Teologica Italia Settentrionale, Sezione di Genova, Genova 1992, pp.157-171
- Il democraticismo nella Chiesa, in Congregazione per il clero (ed.), Sacerdozio. Un amore più grande, Edizioni San Paolo, Cinisello Balsamo 1996, pp 85-86
- (разом з Anna Maria Tripodi, edd.), Rosmini tra Vangelo e Cultura, Città Nuova, Roma 1997, ISBN 9788831174138
- È Signore e dà la vita, in Gianfranco Calabrese (ed.), Lo Spirito Santo Teologo del Popolo di Dio, Piemme, Casale Monferrato 1997, pp.149-191
- Rivelazione, fede e mistero di Dio «Padre delle misericordie», in Francesco Moraglia (ed.), Dio Padre Misericordioso, Marietti 1820, Genova 1998, pp.181-209
- Il ruolo positivo dei laici nella missione della Chiesa, in Sacrum Ministerium, Roma (1998) 1, pp. 8-16
- (разом з Maria Antonietta Falchi Pellegrini, edd.), Genova i motivi della speranza, Marietti 1820, Genova 1998
- La lettera Apostolica «Ad Tuendam Fidem» e la sua rilevanza per la formazione permanente del clero e per la nuova evangelizzazione, in Sacrum Ministerium, Roma (1998) 2, pp. 44-51
- (разом з Anna Maria Tripodi, edd.), Chiesa e Città, Marietti 1820, Genova 1999
- Cristo senso e fondamento della storia. Il «primeggiante», l'unico Salvatore del mondo, in Claudio Doglio (ed.), Cristo Omega e Alfa, Marietti 1820, Genova 1999, pp. 195—229
- «La bellezza salverà il mondo». Estetica e teologia, in Franco Ragazzi (ed.), Via Crucis 2000, De Ferrari Editore, Genova 2000, pp. 55-60
- (разом з Guido Marini), Dio mi basta. Monsignor Tommaso Reggio, Marietti 1820, Genova 2000
- Il diacono San Lorenzo ai diaconi del nuovo millennio, in Sacrum Ministerium, Roma (2000) 1, pp. 90-107
- Direttorio per il ministero e la vita dei presbiteri. Riflessione teologica, in Mauro Piacenza, Sacerdoti per il terzo millennio, Marietti 1820, Genova-Milano 2003, pp.115-120
- Santa Caterina, teologa del purgatorio. Fedeltà alla Chiesa e originalità di un pensiero, Centro Studi Cateriniani, Genova 2004
- (разом з Mauro De Gioia, режисер L. De Mata), Quel Giorno a Nazareth, Storia della Chiesa Cattolica, 20 серій, документальний телесеріал, випущений Istituto Luce, 2005
- (разом з Anna Maria Tripodi, edd.), Rosmini e Newman, un confronto con la modernità, Il Cittadino, Genova 2006

Від імені Генуезької архідієцезії опікувався виданням Atti del Convegno Il Cardinale Giuseppe Siri, testimonianza a cento anni dalla nascita, Genova 2007.